# Anilith
Anilith ist ein selten vorkommendes Mineral aus der Mineralklasse der „Sulfide und Sulfosalze“ mit der chemischen Zusammensetzung Cu7S4 und damit chemisch gesehen ein Kupfersulfid.
Anilith kristallisiert im orthorhombischen Kristallsystem und entwickelt prismatische oder flache Kristalle bis 5 mm Größe mit einem metallischen Glanz auf den Oberflächen. Sehr häufig werden auch Kristallzwillinge entdeckt, die pseudokubische Zellen bilden. Das in jeder Form undurchsichtige (opake) Mineral ist von bläulichgrauer Farbe, hinterlässt aber auf der Strichtafel einen schwarzen Strich. Seine Mohshärte beträgt etwa 3 und entspricht damit der Härte des Referenzminerals Calcit, dass sich mit einer Kupfermünze ritzen lässt.

## Etymologie und Geschichte
Das Mineral wurde 1968 von der International Mineralogical Association (IMA) anerkannt. Die Erstbeschreibung wurde ein Jahr später im American Mineralogist von Nosuo Morimoto, Kichiro Koto und Yoshihiko Shimazaki veröffentlicht. Sie hatten das Mineral im Bergwerk „Ani“ bei Kitaakita in der Präfektur Akita auf der japanischen Insel Honshū gefunden. In ihrer Arbeit beschrieben sie, dass eine Probe aus Neudorf, Sachsen-Anhalt ebenfalls Anilith sein könnte, jedoch vom Beschreiber H. Takeda nicht als eigenständiges Mineral erkannt wurde. Auch weitere Minerale konnten schon da als Anilith identifiziert werden.
Das Typmaterial des Minerals wird im Nationalen Naturwissenschaftlichen Museum (NSM) in Tokio aufbewahrt.

## Klassifikation
Bereits in der veralteten 8. Auflage der Mineralsystematik nach Strunz gehörte der Anilith zur Mineralklasse der „Sulfide und Sulfosalze“ und dort zur Abteilung der „Sulfide etc. mit [dem Stoffmengenverhältnis] M(etall) : S(chwefel) > 1 : 1“, wo er zusammen mit Bornit und Digenit sowie im Anhang mit Rickardit und Umangit die „Digenit-Bornit-Gruppe“ mit der System-Nr. II/A.02 bildete.
Im Lapis-Mineralienverzeichnis nach Stefan Weiß, das sich aus Rücksicht auf private Sammler und institutionelle Sammlungen noch nach dieser alten Form der Systematik von Karl Hugo Strunz richtet, erhielt das Mineral die System- und Mineral-Nr. II/B.01-50. In der „Lapis-Systematik“ entspricht dies ebenfalls der Abteilung „Sulfide, Selenide und Telluride mit [dem Stoffmengen]Verhältnis Metall : S,Se,Te > 1 : 1“, wo Anilith zusammen mit Chalkosin, Digenit, Djurleit, Geerit, Roxbyit, Spionkopit und Yarrowit die Gruppe der „Kupfersulfide“ bildet (Stand 2018).
Auch die seit 2001 gültige und von der International Mineralogical Association (IMA) zuletzt 2009 aktualisierte 9. Auflage der Strunz’schen Mineralsystematik ordnet den Anilith in die Abteilung der „Metallsulfide, M : S > 1 : 1 (hauptsächlich 2 : 1)“ ein. Diese ist jedoch weiter unterteilt nach den an der Verbindung beteiligten Metallen, so dass das Mineral entsprechend seiner Zusammensetzung in der Unterabteilung „mit Kupfer (Cu), Silber (Ag), Gold (Au)“ zu finden ist, wo es als einziges Mitglied die unbenannte Gruppe 2.BA.05f bildet.
Die vorwiegend im englischen Sprachraum gebräuchliche Systematik der Minerale nach Dana ordnet den Anilith ebenfalls in die Klasse der „Sulfide und Sulfosalze“ und dort in die Abteilung der „Sulfidminerale“ ein. Hier ist er in der „Chalkosingruppe“ mit der System-Nr. 02.04.07 innerhalb der Unterabteilung „Sulfide – einschließlich Seleniden und Telluriden – mit der Zusammensetzung AmBnXp, mit (m+n):p = 2:1“ zu finden.

## Kristallstruktur
Anilith kristallisiert orthorhombisch in der Raumgruppe Pnma (Raumgruppen-Nr. 62) mit den Gitterparametern a = 7,89 Å, b = 7,84 Å und c = 11,01 Å und vier Formeleinheiten pro Elementarzelle.

## Bildung und Fundorte
Anilith bildet sich hydrothermal in Kupfer-Lagerstätten. In seiner Typlokalität, dem Bergwerk „Ani“ in Akita, fand sich das Mineral vor allem vergesellschaftet mit Djurleit und Covellin. Die meisten Proben aus Ani sind allerdings entweder Mischkristalle aus Anilith und Djurleit oder epitaktische Verwachsungen der beiden.
Weitere bisher bekannte Mineralparagenesen fanden sich unter anderem am Yarrow Creek in der kanadischen Provinz Alberta, wo Anilith neben Djurleit noch zusammen mit Bornit, Chalkopyrit, Spionkopit, Tennantit, Wittichenit und Yarrowit vorkam.
Als seltene Mineralbildung konnte Anilith nur an wenigen Orten entdeckt werden, wobei bisher rund 100 Fundstätten dokumentiert sind (Stand 2021). Außer an seiner Typlokalität im Bergwerk „Ani“ trat das Mineral in Japan bisher nur noch in der nahe gelegenen Erzlagerstätte Matsumine des Bergwerks „Hanaoka“ bei Ōdate auf.
In Deutschland wurde Anilith bisher unter anderem bei Oberhepschingen in der Gemeinde Fröhnd sowie in den Gruben Johann und Michael bei Wittichen in Baden-Württemberg, in der Grube Wilhelmine bei Sommerkahl in Bayern, bei Gadernheim in der Gemeinde Lautertal im südhessischen Kreis Bergstraße, in der ehemaligen Grube Henriette im Siebertal in Niedersachsen, in den Gruben Meiseberg und Pfaffenberg bei Neudorf sowie an mehreren Stellen im Landkreis Mansfeld-Südharz in Sachsen-Anhalt, bei Gehringswalde im sächsischen Erzgebirgskreis sowie in mehreren Gruben und Steinbrüchen bei Imsbach, Mendig, Kruft und Frücht in Rheinland-Pfalz entdeckt.
In Österreich fand sich das Mineral in der Kupferlagerstätte Schönberg nahe der ehemaligen Gemeinde Flatschach und am Kremser Schlossberg im Bezirk Voitsberg in der Steiermark sowie am Lohninger Bruch im Hüttwinkltal, dem hinteren Raurisertal im Salzburger Land.
In der Schweiz kennt man Anilith aus einem aufgelassenen Steinbruch bei Mumpf im Kanton Aargau, aus der Cavradischlucht im Val Curnera im Kanton Graubünden sowie vom Griesgletscher, aus dem ehemaligen Bergwerk Filon de Tignausa Supérieur und aus dem Steinbruch Pierre à Perret im Kanton Wallis.
Weitere Fundorte liegen unter anderem in Argentinien, Australien, Belgien, Brasilien, Chile, China, Griechenland, Indien, Indonesien, Iran, Israel, Italien, Kanada, auf Papua-Neuguinea, in Peru, auf den Philippinen, in Polen, Portugal, Russland, Saudi-Arabien, Serbien, der Slowakei, in Spanien, Tschechien, der Türkei, in Usbekistan, im Vereinigten Königreich und den Vereinigten Staaten von Amerika.
Des Weiteren konnte Anilith noch in Mineralproben aus dem Hydrothermalfeld Logatchev 1  auf dem Mittelozeanischen Rücken im Atlantischen Ozean nachgewiesen werden.